# Evgenia Radanova
Evgeniya Nikolova Radanova (em búlgaro:  Евгения Николова Раданова, 4 de novembro de 1977) é uma ex-ciclista olímpica búlgaro. Representou sua nação na prova de velocidade, nos Jogos Olímpicos de Verão de 2004.